# Острая (гора, Хабаровский край)
Острая — одна из горных вершин на Дальнем Востоке России в Приамурье, на территории Хабаровского края
Входит в число высочайших пиков горной системе Сихотэ-Алинь, высота — 1788 метра над уровнем моря.